# Fyziologie
Fyziologie (z řeckého φύσις fýsis ‚živá příroda‘ a λόγος lógos ‚nauka‘, ‚věda‘) je biologický a lékařský vědní obor, který studuje fungování živých organismů a procesy, jež v nich probíhají na úrovni buněk, tkání resp. pletiv, orgánů a orgánových soustav i celých organismů. Používá především fyzikální a biochemické metody, na druhé straně však těsně souvisí i s anatomií a dalšími obory. Podle oblasti, kterou zkoumá, se rozlišuje fyziologie člověka a živočichů, rostlin, hub, buněk, mikrobů atd. Součástí lékařské fyziologie je i patofyziologie, fyziologie chorob a poškození. Za mimořádné vědecké výkony uděluje Královská švédská akademie věd Nobelovu cenu za fyziologii a lékařství.
Odborník ve fyziologii se nazývá fyziolog / fyzioložka. Slovo fyziologický v lékařské praxi běžně znamená „normální z biologického hlediska“, jeho opakem je patologický (zhruba chorobný, poškozený) nebo nefyziologický.

## Rozdělení
Fyziologie jako věda má velmi široké pole působnosti, proto se rozděluje do několika oblastí. Hlavními a do značné míry samostatnými jsou obory studující fyziologii jednotlivých velkých skupin organismů:
- Fyziologie živočichů
- Fyziologie rostlin
- Fyziologie hub
- Fyziologie mikroorganismů atd.

Zvláštní postavení má srovnávací fyziologie, která studuje rozdíly mezi fungováním jednotlivých skupin organismů. Díky výsledkům srovnávací fyziologie lze například výsledky pokusů na laboratorních zvířatech přenášet na člověka.
Z fyziologie živočichů se vyčleňují některé další obory, např.:
- Fyziologie člověka – velký význam pro medicínu, patří mezi teoretický základ medicíny
- Fyziologie hospodářských zvířat, fyziologie domácích zvířat – totéž pro veterinární medicínu
- Fyziologie hmyzu

Podle zaměření na konkrétní funkci lze hovořit například o následujících oborech:
- Neurofyziologie – studuje funkci nervového systému
- Psychofyziologie – studuje provázanost funkčních změn organizmu a psychických funkcí
- Fyziologie trávení, dýchání, rozmnožování, ...

Poznatky fyziologie mohou být bezprostředně aplikovány. Takovými podobory fyziologie, které se zabývají aplikací fyziologických poznatků, mohou být např.:
- Klinická fyziologie – zabývá se vyšetřováním fyziologických funkcí konkrétních nemocných
- Elektrofyziologie – v tomto významu diagnostické vyšetřování vzrušivých tkání, zejména srdce (EKG), mozku (EEG), a nervů a svalů (EMG)
- Fyziologie práce
- Fyziologie sportu

## Obory hraničící s fyziologií
- Anatomie
- Patologická fyziologie (patofyziologie) – studuje funkce organismů za podmínek poruchy, jejich reakce na ně a zákonitosti rozvoje poruch metodami fyziologie.
- Molekulární biologie, Biochemie, Biofyzika aj. – studují funkci organismu na "nižší" úrovni, fyziologie by měla jejich poznatky integrovat
- Imunologie – v zásadě jde o fyziologii a patofyziologii imunitního systému
- Biometeorologie a bioklimatologie – studují mimo jiné i fyziologické adaptace na charakter počasí a podnebí
- Biokybernetika – může představovat teoretický rámec pro studium fyziologie jako vědy studující vztahy mezi prvky biologického systému organismus

## Historie
Nejstarší doklady o soustavném studiu živých organismů souvisejí s lékařstvím. Řecký lékař Hippokratés (460-377 př. n. l.) aplikoval na člověka starší teorii čtyř živlů a učil, že jim v lidském těle odpovídají čtyři „šťávy“ (lat. humores), U zdravého člověka jsou v rovnováze, kdežto nemoc je důsledek nerovnováhy. Aristotelés (384–322 př. n. l.) studoval souvislosti mezi strukturou a funkcí organismů i orgánů a kladl zvláštní důraz na jejich účelnost: porozumět jim znamená objevit jejich účel. Na to navázal římský lékař a pozoruhodný experimentátor Galén (129-216), který shrnul výsledky hippokratovské školy a rozdělil orgány lidského těla do tří velkých skupin:
1. játra, která tvoří krev a řídí metabolismus,
2. srdce, které krevním oběhem šíří životní teplo po celém organismu a
3. mozek s nervy, které souvisejí s cítěním, pohybem, vnímáním i myšlením.

Francouzský lékař Jean Fernel (1497-1558) začal používat slovo fyziologie v moderním smyslu a v jeho době začaly pitvy i vivisekce zvířat (Andreas Vesalius). William Harvey (1578-1657) objevil a vysvětlil krevní oběh a pokusům o mechanické vysvětlení fungování živých organismů se věnovali i další vědci, podstatná změna však nastala až s průlomem vědecké medicíny v 19. století. Roku 1838 Matthias Schleiden a Theodor Schwann ukázali, že všechny organismy se skládají z buněk, jak už dříve soudil například Jan Evangelista Purkyně. Za „otce moderní fyziologie“ se však pokládá francouzský lékař Claude Bernard (1813–1878), který vypracoval koncept „vnitřního prostředí“, dále rozvinutý do pojmu homeostáze, to jest udržování stálého stavu v organismu.